# 977
| Calendário gregoriano                                                        | 977 CMLXXVII                                         |
| Ab urbe condita                                                              | 1730                                                 |
| Calendário arménio                                                           | 426 – 427                                            |
| Calendário bahá'í                                                            | -867 – -866                                          |
| Calendário budista                                                           | 1521                                                 |
| Calendário chinês                                                            | 3673 – 3674 Início a 23 de janeiro (aproximadamente) |
| Calendário copta                                                             | 693 – 694                                            |
| Calendário etíope                                                            | 969 – 970                                            |
| Calendários hindus - Vikram Samvat - Calendário nacional indiano - Cáli Iuga | 1032 – 1033 898 – 899 4077 – 4078                    |
| Calendário Holoceno                                                          | 10977                                                |
| Calendário islâmico                                                          | 366 – 367                                            |
| Calendário judaico                                                           | 4737 – 4738                                          |
| Calendário persa                                                             | 355 – 356                                            |
| Calendário rúnico                                                            | 1227                                                 |
| Calendário solar tailandês                                                   | 1520                                                 |

977 (CMLXXVII, na numeração romana) foi um ano comum do século X do Calendário Juliano, da Era de Cristo, teve início numa segunda-feira e terminou também numa segunda-feira e a sua letra dominical foi G (52 semanas).
No território que viria a ser o reino de Portugal estava em vigor a Era de César que já contava 1015 anos.
| Ano completo                         |
| ------------------------------------ |
| Ano comum com início à segunda-feira |

## Nascimentos
- Egas Moniz de Ribadouro, senhor de Ribadouro e fundador do Mosteiro de Cucujães, em Cucujães (m. 1022).

## Mortes
1 de Março - São Rosendo, de Santo Tirso,  fundador e abade do Mosteiro de San Salvador de Celanova, bispo de Dume (n. 907).